# Corregimiento de Copiapó
La provincia de Copiapó, o corregimiento de Copiapó, era una división territorial del Imperio español dentro de la Capitanía General de Chile. 
Fue creada debido a la fundación de la villa de San Francisco de La Selva (1744). Antes de esa fecha, su territorio formaba parte del corregimiento de Coquimbo. En 1786, se convierte en el partido de Copiapó.

## Localidades
- Cobija
- Mejillones
- La Chimba
- Paposo
- Puerto de Betas
- Puerto de Juncal
- Copiapó
- Caldera
- Bahía Salada
- Puerto del Totoral
- Huasco[1]

El 6 de septiembre de 1777 se emite una Real Orden referida al cobro relacionada al almojarifazgo y alcabalas en Chile en donde se menciona explícitamente la extensión del corregimiento:

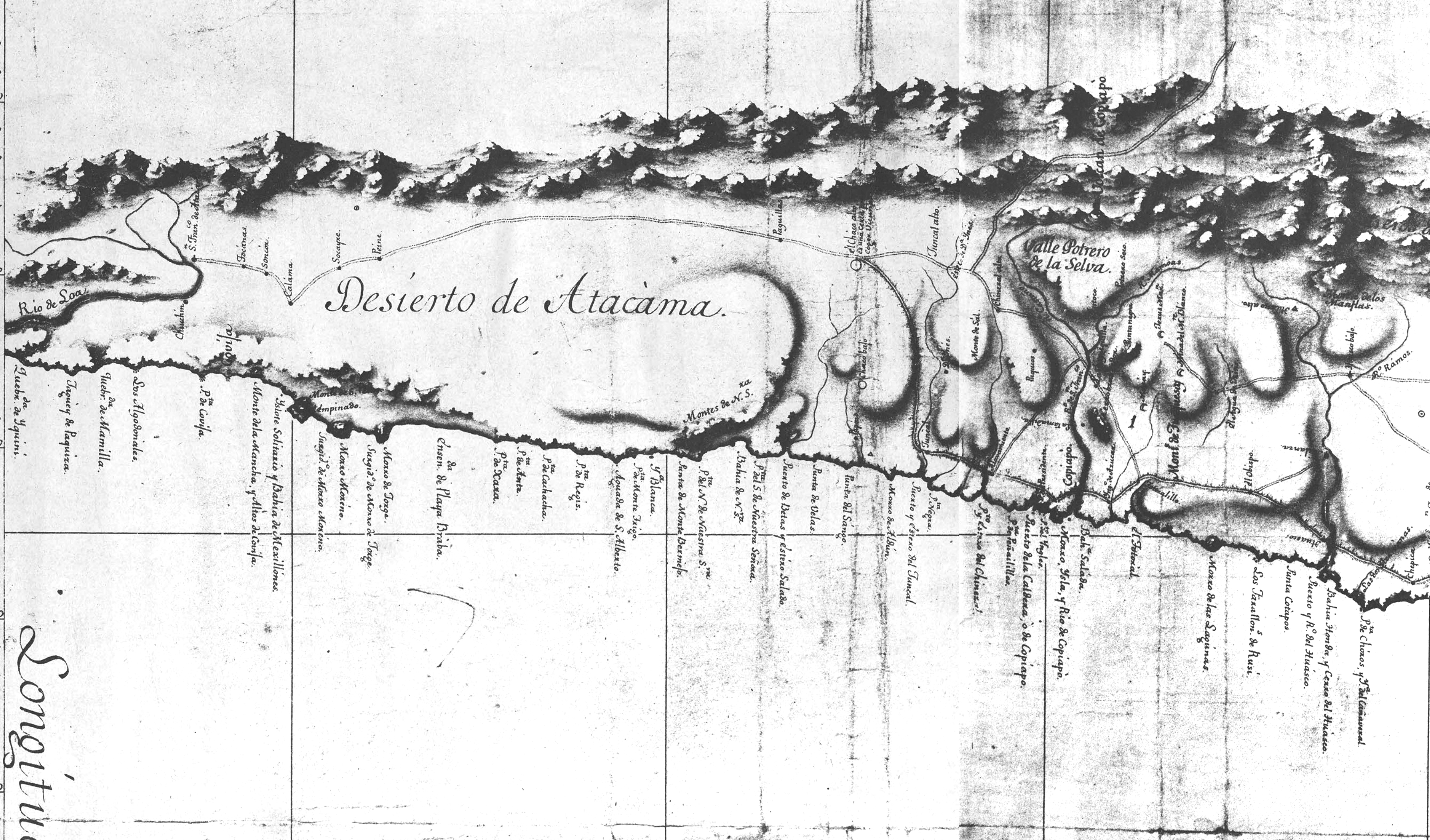
Mapa del corregimiento de Copiapó, Capitanía General de Chile.

Aunque en el corregimiento de Copiapó, cuya cabeza es la villa de San Francisco de la Selva, se contienen los puertos de Cobija y bahía de Mexillones, puerto de Betas, el de Juncal, el de Copiapó o la Caldera, Bahía Salada, puerto del Totoral y el del Huasco, como son tan accidentales las arribadas de navíos con este arreglo, y también a las cortas entradas que puedan ocurrir por la cordillera, camino del Despoblado y de territorio de aquella jurisdicción, el administrador de este destino propondrá el sujeto o sujetos que conceptuare necesarios para la mejor recaudación de dichos ramos y aumento de la Real hacienda
Archivo General de Indias de Sevilla, Audiencia de Chile, legajo 328.